# سد شوگین
سد شوگین (به لاتین: Shwegyin Dam) یک سد خاکی در میانمار است که در Shwegyin Township, Bago Region واقع شده‌است.